# Мацков Федір Пилипович
Фе́дір Пили́пович Мацков (* 21 лютого 1897, Острогозьк Воронезької губернії — † 3 лютого 1977) — український фізіолог рослин, член-кореспондент АН УРСР, заслужений діяч наук УРСР. Професор Харківського сільськогосподарського інституту.

## Життєпис
Федір  Пилипович народився 21 лютого 1897 року у м. Острогожську Воронезької області.
У 1915 році поступив на природниче відділення фізико-математичного факультету Московського університету, встиг закінчити два курси. 
У 1922 року закінчив Харківський сільськогосподарський інститут, отримав фах агронома-хіміка. Перша посада — лаборант Харківської обласної сільськогосподарської дослідної станції.
У 1925 році опубліковано першу наукову роботу.
Ним розроблений оригінальний для того часу швидкий метод визначення жаростійкості рослин за появою бурих плям після дії на них розчином сірчаної кислоти.
З 1928, працюючи в Українському інституті прикладної ботаніки у Харкові, проводив дослідження щодо фізіології цукрового буряка. За сукупністю праць йому присуджено науковий ступінь кандидата сільськогосподарських наук без захисту дисертації. Паралельно з працями агрофізіологічного напрямку з 1928 року проводив дослідження фотоперіодизму.
У 1933 році працював професором II групи на кафедрі ботаніки Харківського сільськогосподарського інституту.
З 1934 по 1975 роки завідував кафедрою фізіології рослин і мікробіології Харківського сільськогосподарського інституту імені В.  В.  Докучаєва.
У 1937 році присуджено науковий ступінь кандидата сільськогосподарських наук.
З 1939 по 1940 роки декан агрономічного факультету.
У 1939 році захистив  докторську дисертацію на тему «Досвід застосування історичного методу аналізу явищ фотоперіодизму у рослин» на ступінь доктора біологічних наук.
З 1940 по 1944 роки заступник директора з навчальної і наукової роботи.
В кінці листопада 1941 інститут евакуювали до міста Катта-Курган Самаркандської області Узбецької РСР. У серпні 1944 інститут повернувся з Середньої Азії.
З 1945 по 1949 роки очолював відділ Українського науково-дослідного інституту лісового господарства імені Г. М. Висоцького. В наступні роки концентрувався на вивченні фізіологічних основ позакореневого живлення рослин — більше 30 наукових праць.
У 1948 році професора Мацкова обрано членом-кореспондентом АН УРСР.
В 1950—1960 роках він виконав серію фундаментальних досліджень з фізіології і біохімії гетерозису кукурудзи.
Протягом 1949—1961 років займав посаду завідувача лабораторії Українського науково-дослідного інституту рослинництва, селекції та генетики в Харкові.
1957 року видано його працю «Верхньокореневе живлення рослин».
Під його керівництвом здійснено дослідження метаболізму елементів мінерального живлення із застосуванням радіоактивних ізотопів, а з 1960 — стабільних ізотопів.
У 1963 році організував лабораторію позакореневого живлення  рослин.
В 1967 йому присвоєно звання «Заслужений діяч науки УРСР».
У 1977 помер.

## Праці
Федір Пилипович автор  і співавтор понад 100 праць, з них 80 експериментальні. Створив наукову школу фізіологів рослин,  виховав 4 доктори і 31 кандидата  наук.
Основні праці:
- Визначення врожаю хлібів до їх збирання. Київ. 1939;
- Як допомагати рослині боротися з посухою. Київ, 1951;
- Подкормка растений через листья. Київ, 1952;
- Внекоревое питание растений. Київ, 1957;
- Физиология растений: учебное пособие. Москва, 1963;
- Нове у живленні рослин і застосуванні добрив. Київ, 1964.

## Відзнаки та нагороди
- орден Леніна;
- орден Трудового Червоного Прапора;
- орден «Знак пошани»;
- медалі.

## Джерело
- Корифей вітчизняної фізіології рослин